# Chutes Coulonge
Pour les articles homonymes, voir Coulonge.
Les chutes Coulonge ou les Grandes Chutes, d'un dénivelé de 48 mètres, sont situées sur la rivière Coulonge, à 5 km au nord-est de Fort-Coulonge, Québec, Canada et à 14,5 km de la confluence de celle-ci et de la rivière des Outaouais. 

## Histoire
En 1807, la Grande-Bretagne, interdite d'accès aux pays baltes par la France, se tourne vers le Canada pour satisfaire ses besoins en produits forestiers. Quelques années plus tard en 1835, George Bryson, issu d'une grande famille de l'industrie forestière britannique, s'installe à Fort-Coulonge et commence à faire couper du grand pin blanc qui s'y trouve en abondance. Cette espèce prolifère également tout le long de la rivière Coulonge, qui coule sur une distance de 240 km depuis la réserve faunique La Vérendrye jusqu'à la rivière des Outaouais.
Bryson décide d'y faire descendre les billes flottantes, mais il rencontre un obstacle de taille, juste au nord de Fort-Coulonge, les chutes Coulonge, aussi appelées Les Grandes Chutes, La Grande Chute et Great Falls, coulent d'une longueur de 42 m et afin d'éviter cette barrière naturelle, il fait construire en 1840 une glissoire d'une longueur de 900 mètres.
Malgré une baisse considérable de la demande en bois vers les années 1840-1845, il y exploite à partir de 1843, la première scierie de la région. La guerre civile américaine de 1860 profite à Bryson qui exporte en grande quantité ses produits vers les États-Unis.